# Ichneumon praeustus
Ichneumon praeustus là một loài tò vò trong họ Ichneumonidae.